# Jan Hadermann (componist)
Jan Hadermann (Reet, 12 maart 1952) is een Belgisch componist, muziekpedagoog en dirigent.

## Levensloop
Van zijn vader, die viool speelde, kreeg hij de eerste muzieklessen. Aan de muziekacademie van Hemiksem studeerde hij bij Marcel Slootmakers en piano bij Liliane Esser Herchuelz. Daarna studeerde hij aan het Lemmensinstituut te Mechelen en later in Leuven bij Lode Dieltiens notenleer, Frans Geysen harmonieleer, Jos van Looy contrapunt en fuga en Matthy Niël compositie. In 1974 heeft hij in de hoofdvakken compositie en muziekonderwijs het laureaatsdiploma behaald. Zijn studies in compositie voltooide hij bij Willem Kersters aan het Koninklijk Vlaams-Muziekconservatorium te Antwerpen.
Vanaf 1977 is hij docent in de vakken contrapunt, fuga en elektronische muziekcompositie aan het Lemmensinstituut in Leuven en sinds 1979 docent voor harmonieleer en compositie aan de Koninklijke Beiaardschool Jef Denyn in Mechelen. Sinds 1994 is hij gastdocent voor HaFa-directie (theorie) aan het Koninklijk Vlaams-Muziekconservatorium te Antwerpen.
Als componist schreef Hadermann werken voor symfonisch orkest, harmonie- en fanfareorkest, piano, koor en kamermuziek. In 1993 werd hij met de SABAM-prijs voor harmonie- en fanfareorkesten onderscheiden.

## Composities

### Werken voor orkest
- 1974-1977 In Sand geschrieben, cantate voor tenor-solo, gemengd koor en symfonisch orkest, op tekst van Hermann Hesse
- 1982 Concerto, voor hoorn en orkest
- 1988 Ouverture 51° Vlaams Nationaal Zangfeest (1988) voor gemengd koor, vokaal kwartet, orgel, beiaard, brassband en symfonisch orkest
- 1993 Ouverture 56° Vlaams Nationaal Zangfeest (1993) voor gemengd koor, thebaanse trompetten en symfonisch orkest

### Werken voor harmonie- en fanfareorkest of brassband
- 1982 Concerto voor Hoorn en Harmonieorkest
- 1983 Vier Dansen, voor harmonieorkest of fanfare
- 1984 Variations on Haydn's theme, voor hoorn en harmonieorkest
- 1984 Tune it up, voor harmonieorkest of fanfare
- 1984 Ballad, voor gitaar of trompet of altsaxofoon en harmonieorkest, fanfare of brassband
- 1986 Music for a Festive Occasion
- 1986 Recuerdo
- 1986 Signature
- 1987 Dancing on the seashore
- 1987 Funny Little Girl
- 1987 When I Walk Alone, voor trombone en harmonieorkest, fanfare of brassband
- 1988 Laura
- 1988 Choral Flexions
- 1988 Ouverture 51° (zie onder: werken voor orkest)
- 1989 Visions, voor brassband
- 1989 Ritual, voor harmonieorkest
- 1989 Twins, voor twee eufonia en harmonieorkest, fanfare of brassband
- 1990 Canzoni
- 1991 Three times a tune
- 1992 Spotlights For The Bass Clarinet, voor basklarinet en harmonieorkest
- 1993 Rendezvous, voor trompet en harmonieorkest, fanfare of brassband
- 1993 Get up
- 1994 Fanfare for a Jubilee
- 1994 Joy of Music
- 1995 Erasmus Tales
- 1997 A German Christmas
- 1997 Cortège
- 1997 Música Divertida, jazz-Concerto voor altsax, jazz-combo en harmonieorkest
- 1998 Melody in Five
- 1999 Ludgerus, oratorium in twaalf delen voor mezzosopraan-solo, basbariton-solo, gemengd koor en harmonieorkest - libretto van Peter Schmidt
- 2000 Clouds on the heath, voor fanfareorkest
- 2003 Seahawk, ouverture[1]
- 2003 Guernica
- 2004 The Florence Fayre
- 2005 Dimensions of the Fourth
- 2007 Refraction
- 2010 "A Flemish Christmas"

### Oratoria
- 1999 Ludgerus oratorium (zie onder: werken voor harmonie- en fanfareorkest of brassband)

### Koormuziek
- 1972 Avond voor vierstemmig koor - tekst: Paul van Ostaijen
- 1972 Agnus Dei, voor drie gelijke stemmen
- 1972 Exsultabur Sancti voor drie gelijke stemmen
- 1972 Franciscus pauper et humilis, voor drie gelijke stemmen
- 1972 Twee Motetten, voor vierstemmig koor - tekst: Felix Timmermans
- 1973 Psalm 30: Zingt voor de Heer, voor vier- tot achtstemmig koor a capella
- 1974 Een kerstliturgie, voor koor en orgel
- 1974-1977 In sand geschrieben cantate (zie onder: werken voor orkest)
- 1975 Het komt een schip geladen, bewerking voor vierstemmig koor
- 1975 Daar was een sneeuwwit vogeltje, bewerking voor drie gelijke stemmen en Orff-instrumenten
- 1976 Die winter is vergangen, voor drie gelijke stemmen
- 1976 Maria die zoude naar Betlehem gaen, vierstemmig koor
- 1976-1982 Vier Negro-Spirituals
  1. Somethime I feel like a motherless child, voor sopraan-solo en vijfstemmig koor
  2. Go tell it to the mountains, voor vijfstemmig koor
  3. The crucifixion, voor solostem en vierstemmig koor
  4. The Angel Rolled, voor vijfstemmig koor
- 1979 Timpe tompe terelink, voor drie gelijke stemmen; tekst: Guido Gezelle
- 1980 Moeder is 't nog niet gedaan?, voor vijfstemmig koor, dwarsfluit, piano en bas
- 1981 It's a Birthday, negrospiritual voor vierstemmig koor
- 1988 Ouverture 51°, Vlaams Nationaal Zangfeest (zie onder: werken voor orkest)
- 1993 Er is een roos ontsprongen, naar Michael Praetorius uit 1609 bewerking voor twee-, of drie- of vierstemmig koor en orgel
- 1993 Ouverture 56°, Vlaams Nationaal Zangfeest (zie onder: werken voor orkest)
- 1994 Tempo, tempo..., voor kinderkoor en piano - tekst: Lucrèce L' Ecluse

### Kamermuziek
- 1973 Strijkkwartet
- 1974 Daar gingen twee gespeelkens, voor strijkkwintet, fluit en hobo
- 1974 Juffrouw, je moet naar huis gaan, voor strijkkwintet, fluit en hobo
- 1974 Voordrachtstukje, voor hoorn en piano
- 1975 Scherzo con bravura, voor klarinet en piano
- 1975 Sonatine, voor viool en piano
- 1976 Cantabile e Allegro, voor trompet en piano
- 1979 Intermezzo, voor dwarsfluit of altblokfluit en piano
- 1983 Speelstukje, voor blokfluitkwartet
- 1987 Sonata a nove, voor negen houtblazers in vier delen
- 1989 Two-Four-Two, voor bugel (of trompet, cornet) en piano
- 1997 Faits Divers, voor koperkwintet
- 2004 Adagio, voor hoorn en strijkkwartet

### Werken voor piano
- 1974 Invention
- 1976 Springtime
- 1992 Gimmick
- 1992 Folk-Dance
- 1992 Riff Study, voor piano vierhandig
- 1993 The Cameleer

### Werken voor orgel
- 1972 Prelude
- 1974 Passacaglia op een thema van Willem Kersters
- 1989 Psalm 51: Ontferm U God, ontferm u
- 1989 Psalm 69: Red mij, o God
- 1989 Psalm 137: Aan Babels stromen zaten wij gevangen
- 1989 Psalm 1: Gezegend hij, die in der bozen raad
- 1989 Psalm 132: Heer, denk aan David en zijn eed
- 1989 Psalm 133: Zie toch hoe goed, hoe lieflijk
- 1989 Psalm 142: Tot God den Heer hief ik mijn stem
- 1989 Psalm 100: Juicht Gode toen, bazuint en zingt
- 1989 Psalm 131: O Heer; er is geen trots in mij
- 1989 Psalm 37: Wees niet afgunstig op de goddeloze
- 1989 Psalm 91: Heil hem wien God een plaats bereidt
- 1989 Psalm 60: O God die ons verstoten had
- 1989 Psalm 108: Mijn hart is, Heer in U gerust
- 1989 Psalm 89: Wat ik gezworen heb aan David

### Werken voor beiaard
- 1993 Sonate voor Beiaard, in drie delen
- 1994 Cloch'Art, voor beiaard vierhandig
- 2002 Centr'A'liana

### Elektronische muziek
- 1984 Introductie en Inventie, voor trombone en tape
- 1986 Wicker Work, voor trompet en tape